# 38-й стрелковый корпус
38-й стрелковый  корпус — общевойсковое формирование (соединение, стрелковый корпус) РККА Вооружённых Сил СССР.
Условное наименование — войсковая часть полевая почта (в/ч пп) № 2799.
Сокращённое наименование — 38-й ск.

## История формирования
На основании директивы Генерального Штаба РККА № орг./2/1068 от 12 мая 1943 года в составе 50-й армии на территории Сухиничского района ныне Калужской области начал формироваться 38-й стрелковый корпус. 24 мая 1943 года и.о. командира корпуса был назначен полковник  Коновалов, а с 28 мая 1943 года  командиром корпуса назначается  генерал-майор Терешков. 
В первоначальный состав корпуса вошли:
- 17-я стрелковая дивизия
- 326-я стрелковая дивизия
- 413-я стрелковая дивизия
- 497-й отдельный батальон связи
- 880-й отдельный сапёрный батальон
- 2799-я военно-почтовая станция

## Участие в боевых действиях
Период вхождения в действующую армию: 18 мая 1943 года  — 9 сентября 1944 года,  19 октября 1944 года  — 9 мая 1945 года.
В составе  Западного, 1-го и 2-го Белорусских фронтов корпус участвовал в Брянской, Смоленско-Рославльской, Минской, Белостокской наступательных операциях, в освобождении городов Червень, Минск, Рославль, Кричев, Соколка, Чаусы, а также в  форсировании рек Снопоть, Десна, Остер, Сож. 
В январе 1945 года корпус отличился в Варшавско-Познанской наступательной операции, в боях при прорыве обороны противника с пулавского плацдарма на западном берегу реки Висла. 14 января его передовые части прорвали сильно укреплённую и глубоко эшелонированную оборону врага на плацдарме, не давая возможности организовать противнику сопротивление на промежуточных, заранее подготовленных оборонительных рубежах по реке Варта, каналах и многочисленных озёрах,  части корпуса прошли с боями более 500 километров и успешно форсировали реку Варта. В ходе Берлинской операции в составе 33-й и 3-й ударной  армий 1-го Белорусского фронта корпус участвовал в овладении городами Франкфурт-на-Одере и Берлин.

## Подчинение и состав
| Дата       | Фронт                 | Армия                 | Состав (стрелковые формирования)                                                    | Другие части | Примечания |
| ---------- | --------------------- | --------------------- | ----------------------------------------------------------------------------------- | --- | ---------- |
| 01.06.1943 | Западный фронт        | 50-я армия            | 17-я стрелковая дивизия 326-я стрелковая дивизия 413-я стрелковая дивизия           | 497-й отдельный батальон связи 880-й отдельный сапёрный батальон 2799-я военно-почтовая станция                                                                              | —          |
| 01.07.1943 | Западный фронт        | 50-я армия            | 17-я стрелковая дивизия 326-я стрелковая дивизия 413-я стрелковая дивизия           | 497-й отдельный батальон связи 880-й отдельный сапёрный батальон 2799-я военно-почтовая станция                                                                              | —          |
| 01.08.1943 | Западный фронт        | 50-я армия            | 17-я стрелковая дивизия 326-я стрелковая дивизия 413-я стрелковая дивизия           | 497-й отдельный батальон связи 880-й отдельный сапёрный батальон 2799-я военно-почтовая станция                                                                              | —          |
| 01.09.1943 | Западный фронт        | 10-я армия            | 326-я стрелковая дивизия 330-я стрелковая дивизия 385-я стрелковая дивизия          | 497-й отдельный батальон связи 880-й отдельный сапёрный батальон 2799-я военно-почтовая станция                                                                              | —          |
| 01.10.1943 | Западный фронт        | 10-я армия            | 64-я стрелковая дивизия 330-я стрелковая дивизия 385-я стрелковая дивизия           | 497-й отдельный батальон связи 880-й отдельный сапёрный батальон 2799-я военно-почтовая станция                                                                              | —          |
| 01.11.1943 | Западный фронт        | 10-я армия            | 64-я стрелковая дивизия 212-я стрелковая дивизия 385-я стрелковая дивизия           | 497-й отдельный батальон связи 880-й отдельный сапёрный батальон 2799-я военно-почтовая станция                                                                              | —          |
| 01.12.1943 | Западный фронт        | 10-я армия            | 64-я стрелковая дивизия 212-я стрелковая дивизия 385-я стрелковая дивизия           | 497-й отдельный батальон связи 880-й отдельный сапёрный батальон 2799-я военно-почтовая станция                                                                              | —          |
| 01.01.1944 | Западный фронт        | 10-я армия            | 64-я стрелковая дивизия 212-я стрелковая дивизия 385-я стрелковая дивизия           | 497-й отдельный батальон связи 880-й отдельный сапёрный батальон 2799-я военно-почтовая станция                                                                              | —          |
| 01.02.1944 | Западный фронт        | 10-я армия            | 64-я стрелковая дивизия 139-я стрелковая дивизия 385-я стрелковая дивизия           | 497-й отдельный батальон связи 880-й отдельный сапёрный батальон 2799-я военно-почтовая станция                                                                              | —          |
| 01.03.1944 | 1-й Белорусский фронт | 10-я армия            | 64-я стрелковая дивизия 139-я стрелковая дивизия 385-я стрелковая дивизия           | 497-й отдельный батальон связи 880-й отдельный сапёрный батальон 2799-я военно-почтовая станция                                                                              | —          |
| 01.04.1944 | 1-й Белорусский фронт | 10-я армия            | 64-я стрелковая дивизия 139-я стрелковая дивизия 385-я стрелковая дивизия           | 497-й отдельный батальон связи 880-й отдельный сапёрный батальон 2799-я военно-почтовая станция                                                                              | —          |
| 01.05.1944 | 2-й Белорусский фронт | 49-я армия            | 64-я стрелковая дивизия 139-я стрелковая дивизия 385-я стрелковая дивизия           | 497-й отдельный батальон связи 880-й отдельный сапёрный батальон 2799-я военно-почтовая станция                                                                              | —          |
| 01.06.1944 | 2-й Белорусский фронт | 49-я армия            | 64-я стрелковая дивизия 385-я стрелковая дивизия                                    | 497-й отдельный батальон связи 880-й отдельный сапёрный батальон 2799-я военно-почтовая станция                                                                              | —          |
| 01.07.1944 | 2-й Белорусский фронт | 50-я армия            | 110-я стрелковая дивизия 330-я стрелковая дивизия 385-я стрелковая дивизия          | 497-й отдельный батальон связи 880-й отдельный сапёрный батальон 2799-я военно-почтовая станция                                                                              | —          |
| 01.08.1944 | 2-й Белорусский фронт | фронтового подчинения | 42-я стрелковая дивизия 110-я стрелковая дивизия                                    | 497-й отдельный батальон связи 880-й отдельный сапёрный батальон 2799-я военно-почтовая станция                                                                              | —          |
| 01.09.1944 | 2-й Белорусский фронт | фронтового подчинения | 153-я стрелковая дивизия                                                            | 497-й отдельный батальон связи 880-й отдельный сапёрный батальон 2799-я военно-почтовая станция                                                                              | —          |
| 01.10.1944 | Резерв Ставки         | 33-я армия            | 64-я стрелковая дивизия 95-я стрелковая дивизия 323-я стрелковая дивизия            | 497-й отдельный батальон связи 880-й отдельный сапёрный батальон 2799-я военно-почтовая станция                                                                              | —          |
| 01.11.1944 | 1-й Белорусский фронт | 33-я армия            | 64-я стрелковая дивизия 95-я стрелковая дивизия 323-я стрелковая дивизия            | 497-й отдельный батальон связи 880-й отдельный сапёрный батальон 406-я полевая авторемонтная база 2799-я военно-почтовая станция                                             | —          |
| 01.12.1944 | 1-й Белорусский фронт | 33-я армия            | 64-я стрелковая дивизия 95-я стрелковая дивизия 323-я стрелковая дивизия            | 497-й отдельный батальон связи 880-й отдельный сапёрный батальон 406-я полевая авторемонтная база 2799-я военно-почтовая станция                                             | —          |
| 01.01.1945 | 1-й Белорусский фронт | 33-я армия            | 95-я стрелковая дивизия 323-я стрелковая дивизия                                    | 497-й отдельный батальон связи 880-й отдельный сапёрный батальон 406-я полевая авторемонтная база 2799-я военно-почтовая станция                                             | —          |
| 01.02.1945 | 1-й Белорусский фронт | 33-я армия            | 64-я стрелковая дивизия 95-я стрелковая дивизия 323-я стрелковая дивизия            | 497-й отдельный батальон связи 880-й отдельный сапёрный батальон 406-я полевая авторемонтная база 2799-я военно-почтовая станция                                             | —          |
| 01.03.1945 | 1-й Белорусский фронт | 33-я армия            | 89-я стрелковая дивизия 95-я стрелковая дивизия                                     | 497-й отдельный батальон связи 880-й отдельный сапёрный батальон 406-я полевая авторемонтная база 2799-я военно-почтовая станция                                             | —          |
| 01.04.1945 | 1-й Белорусский фронт | 33-я армия            | 64-я стрелковая дивизия 89-я стрелковая дивизия 95-я стрелковая дивизия             | 497-й отдельный батальон связи 880-й отдельный сапёрный батальон 406-я полевая авторемонтная база 2799-я военно-почтовая станция                                             | —          |
| 01.05.1945 | 1-й Белорусский фронт | 3-я ударная армия     | 52-я гвардейская стрелковая дивизия 64-я стрелковая дивизия 89-я стрелковая дивизия | 497-й отдельный ордена Красной Звезды батальон связи 880-й отдельный сапёрный ордена Красной Звезды батальон 406-я полевая авторемонтная база 2799-я военно-почтовая станция | —          |

## Благодарности, объявленные личному составу корпуса в Приказах Верховного Главнокомандующего
- За овладение сильными опорными пунктами обороны немцев Варка, Груйец, Козенице, Солец, Зволень, Бялобжеги, Едлинск, Илжа, а также занятие более 1300 других населённых пунктов. 16 января 1945 года. № 221
- За полное овладение столицей Германии городом Берлин — центром немецкого империализма и очагом немецкой агрессии. 2 мая 1945 года. № 359.

Награды частей корпусного подчинения:
- 497-й отдельный ордена Красной Звезды[6]батальон связи
- 880 отдельный сапёрный ордена Красной Звезды[7] батальон

## Командование корпуса

### Командиры
- Коновалов, Филипп Петрович (май 1943), полковник
- Терешков, Алексей Дмитриевич (май 1943 — июнь 1945), генерал-майор, с апреля 1945 года генерал-лейтенант

### Начальники штаба
- Коновалов, Филипп Петрович (май 1943 — июнь 1945), полковник